# Harry Partch

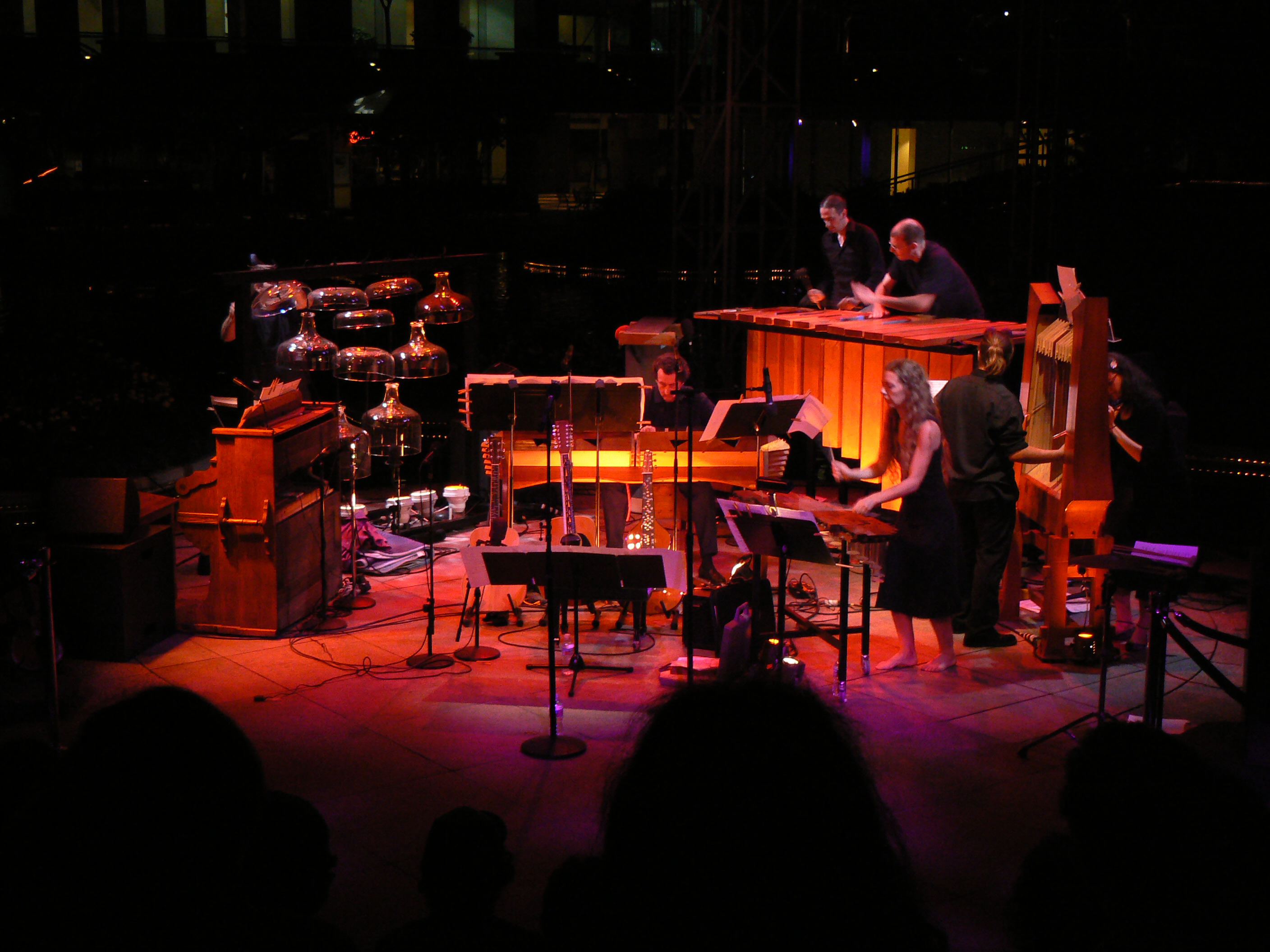

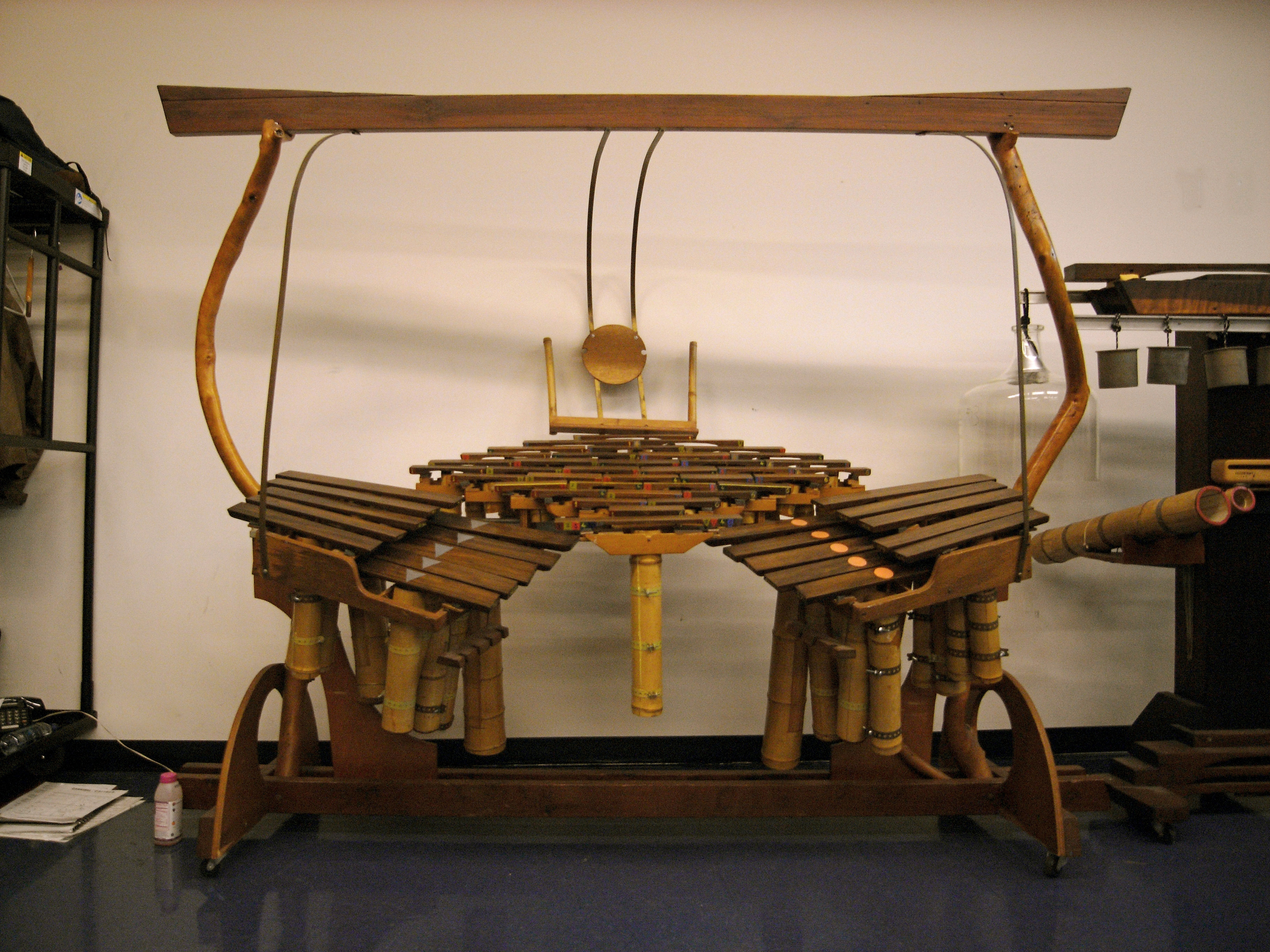
Quadrangularus Reversum, Harry Partch

Harry Partch, född den 24 juni 1901 i Oakland, Kalifornien, död den 3 september 1974, var en amerikansk autodidakt mikrotonal kompositör och musikinstrumentbyggare.

## Biografi
Partch var son till ett presbyterianskt missionärspar och växte upp i Benson, Arizona. Hans mor uppmuntrade sina barn att lära sig musik, och han lärde sig mandolin, fiol, piano och kornett.

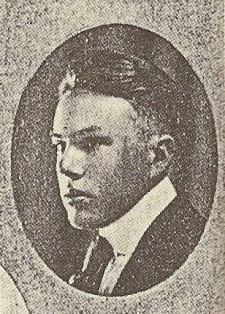
Partch, 1919.

År 1913 flyttade familjen till Albuquerque, New Mexico, där Partch på allvar började studerade pianospel. Han arbetade också med att spela orgel för stumfilmer under sin gymnasietid. Han fann tidigt ett intresse att skriva musik för dramatiska situationer, och ofta citerad är den förlorade kompositionen Death and the Desert (1916) som ett tidigt exempel. Han tog studenten 1919.
Partch experimenterade med mikrotoner och konstruerade instrumen som motsvarade hans skalsystem. Många av hans verk har litterärt underlag (Sofokles, James Joyce m. fl.).
År 1925 var Partch redo att sätta sin teori i praktik genom att utveckla pappersbeläggningar för violin och viola med tanke på just intonation, och skrev en stråkkvartett där han använde sådana stämningar. Han satte sina teorier i ord i maj 1928 i det första utkastet till en bok, som då hette Exposition of Monophony. Han försörjde sig under denna tid på en mängd olika jobb, bland annat pianoundervisning, korrekturläsning och arbete som sjöman.
Med stöd av Guggenheim och universitetsbidrag, tog Partch plats vid University of Wisconsin från 1944 fram till 1947. Detta var en produktiv period, där han föreläste, tränade en ensemble, iscensatte föreställningar, släppte sina första inspelningar, och avslutade sin bok, nu kallad Genesis of a Musik. Genesis slutfördes 1947 och publicerades 1949 av University of Wisconsin Press. Han lämnade universitetet, eftersom det aldrig accepterat honom som fast anställd, och det fanns litet utrymme för hans växande lager av instrument.
Partch inrättat en studio i slutet 1962 i Petaluma, Kalifornien, i ett före detta kycklingkläckeri. Där komponerade han And on the Seventh Day, Petals Fell in Petaluma. Han lämnade studion sommaren 1964 och tillbringade sina sista decenniuer i olika städer i södra Kalifornien. Han hade sällan universitetsarbete under denna period, och överlevde på bidrag, provisioner och skivförsäljning,

## Partch Diamant

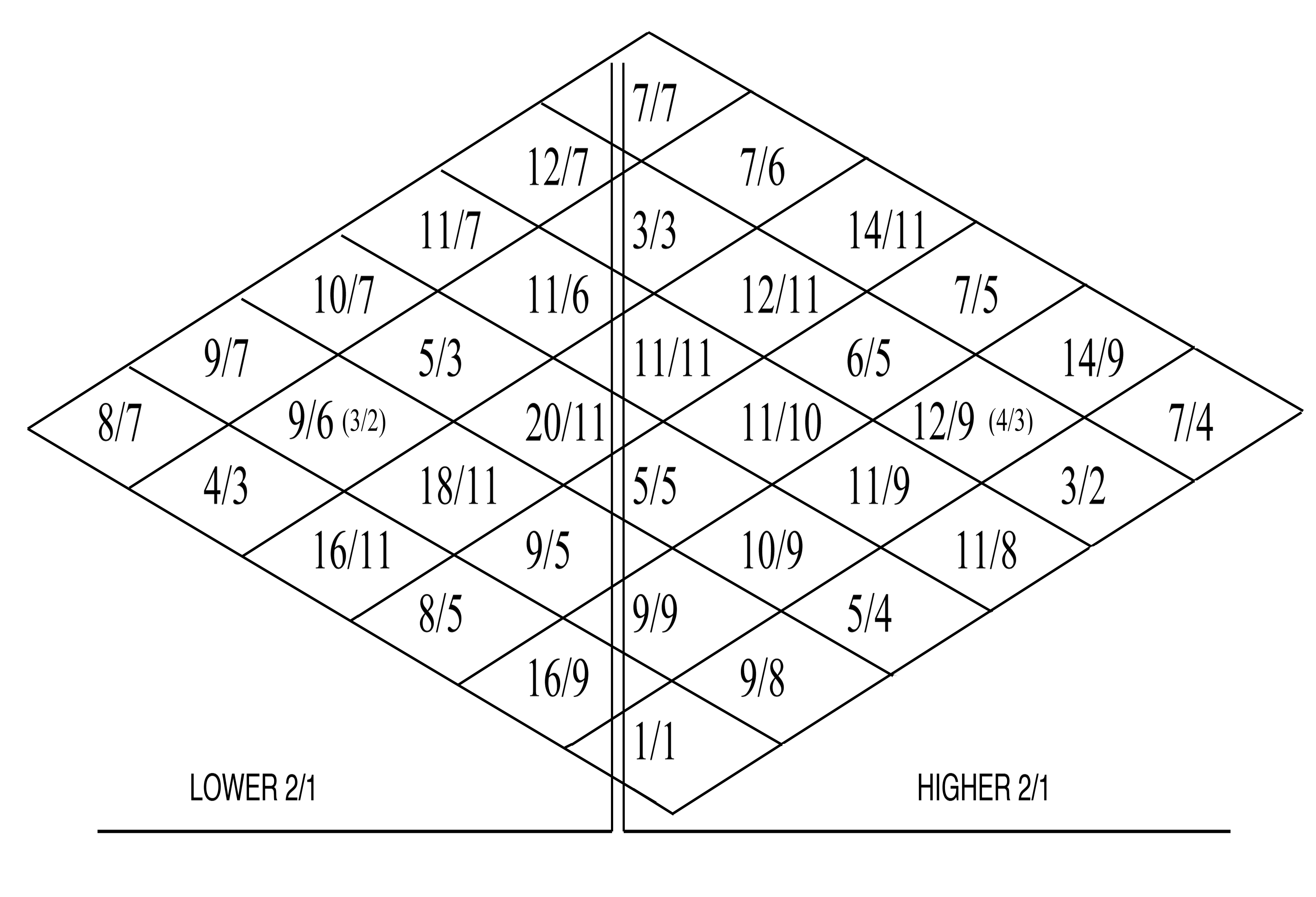
Harry Partch: Partch Diamant 2

```
         7/4
      3/2   7/5
   5/4   6/5   7/6
1/1   1/1   1/1   1/1
   8/5   5/3   12/7
      4/3   10/7
         8/7
```